# Ajzyk Samberg
Ajzyk Samberg, pierwotnie Ajzyk Samborek (ur. 22 lutego 1889 w Warszawie, zm. 4 listopada 1943 w Poniatowej) – polski aktor i reżyser żydowskiego pochodzenia.  
Zasłynął głównie z ról w przedwojennych żydowskich filmach i sztukach teatralnych w języku jidysz; tragik sceny żydowskiej w Polsce. 

## Życiorys
Urodził się w Warszawie w rodzinie żydowskiej. Jako aktor zadebiutował w 1907 roku w teatrze Abrahama Izaaka Kamińskiego, z którym był spokrewniony. W 1920 roku został internowany. Występował następnie w Trupie Wileńskiej oraz z różnymi zespołami żydowskimi na świecie. 
Po powrocie do Polski został aktorem i reżyserem Teatru im. Kamińskiego w Warszawie. Współpracował także z warszawskim Teatrem Nowości i Teatrem Ludowym. Często występował gościnnie na scenach teatrów żydowskich w Argentynie, Brazylii, Urugwaju i Stanach Zjednoczonych. Był współorganizatorem Teatru Centralnego oraz Związku Aktorów Scen Żydowskich. W filmie po raz pierwszy zadebiutował w dramatach Fatalna klątwa i Bigamistka z 1913 roku, wyprodukowanych w wytwórni Kosmofilm. Obsadzany był głównie w charakterystycznych rolach.
Podczas II wojny światowej został przesiedlony do getta warszawskiego, gdzie przez pewien czas pracował jako kelner w herbaciarni prowadzonej przez Żydowską Samopomoc Społeczną. Następnie kontynuował karierę aktorską. Występował w teatrach Odeon, Eldorado i Nowym Azazel. Był aktywnym członkiem Aktorskiej Brygady w Centosie. 
Podczas likwidacji getta ukrywał się w szopie Schultza, a potem Toebbensa. Został wywieziony do obozu pracy w Poniatowej i następnie zamordowany podczas likwidacji obozu. Według innych relacji miał zostać zamordowany na Majdanku.

## Życie prywatne
Mąż Heleny Gotlib.

## Filmografia
- 1937: Dybuk jako wysłannik świata duchów Meszulach
- 1937: Błazen purymowy
- 1936: Za grzechy
- 1928: Pan Tadeusz jako Jankiel
- 1916: Małżeństwo na rozdrożu
- 1913: Bigamistka
- 1913: Fatalna klątwa